# Mistrovství světa v ledním hokeji 1976
43. mistrovství světa  a 54. mistrovství Evropy v ledním hokeji probíhalo ve dnech 8. – 25. dubna 1976 v Katovicích v Polsku.
Mistrovství se zúčastnilo 21 mužstev, rozdělených podle výkonnosti do tří skupin. V A-skupině se hrálo novým systémem (do 1978) - nejdříve jednokolově každý s každým, poté první čtyři týmy postoupily do finálové skupiny, kde se hrálo o
titul. Mužstva na 5. až 8. místě hrála ve skupině o záchranu. Utkání ze základní skupiny se započítávala. Šampionátu (skupina A) se po sedmi letech znovu zúčastnilo osm mužstev.
Ze skupiny o udržení tentokrát sestupovala dvě mužstva, protože od roku 1977 se na světové kolbiště vracela Kanada, nasazená rovnou do elitní skupiny A. Polákům tak nebyla nic platná ani senzační výhra nad SSSR v úvodním zápase (6:4), neboť tým SRN v posledním zápase zahrál power-play s cílem vstřelit vítězný gól, protože remíza mu nijak nepomáhala. Reiner Philipp skutečně 21 vteřin před koncem zápasu překonal brankáře Tkacze a tehdejší Západní Německo uhájilo svou účast v elitní skupině. Československo stejně jako v roce 1972 odehrálo šampionát se ztrátou jediného bodu.

## Výsledky a tabulky

### Základní část
|    |         | TCH  | URS | SWE | USA  | POL  | FIN | GER | GDR  | V | R | P | Skóre | B  |
| 1. | ČSSR    | ***  | 3:2 | 3:1 | 10:2 | 12:0 | 7:1 | 9:1 | 10:0 | 7 | 0 | 0 | 54:7  | 14 |
| 2. | SSSR    | 2:3  | *** | 6:1 | 5:2  | 4:6  | 8:1 | 8:2 | 4:0  | 5 | 0 | 2 | 37:15 | 10 |
| 3. | Švédsko | 1:3  | 1:6 | *** | 0:2  | 4:1  | 4:3 | 4:1 | 8:2  | 4 | 0 | 3 | 22:18 | 8  |
| 4. | USA     | 2:10 | 2:5 | 2:0 | ***  | 4:2  | 3:3 | 5:1 | 1:2  | 3 | 1 | 3 | 19:23 | 7  |
| 5. | Polsko  | 0:12 | 6:4 | 1:4 | 2:4  | ***  | 3:3 | 3:5 | 6:4  | 2 | 1 | 4 | 21:36 | 5  |
| 6. | Finsko  | 1:7  | 1:8 | 3:4 | 3:3  | 3:3  | *** | 5:2 | 1:2  | 1 | 2 | 4 | 17:29 | 4  |
| 7. | SRN     | 1:9  | 2:8 | 1:4 | 1:5  | 5:3  | 2:5 | *** | 7:1  | 2 | 0 | 5 | 19:35 | 4  |
| 8. | NDR     | 0:10 | 0:4 | 2:8 | 2:1  | 4:6  | 2:1 | 1:7 | ***  | 2 | 0 | 5 | 11:37 | 4  |

 Švédsko -  SRN	4:1 (1:0, 1:0, 2:1)
8. dubna 1976 (14:00) – Katovice (Mała hala Rondo)

Branky Švédska: 15:15 Lars-Gunnar Lundberg, 24:49 Dan Labraaten, 54:37 Roland Eriksson, 56:44 Hans Jax.

Branky SRN: 40:39 Erich Kühnhackl.

Rozhodčí: Werner Weidmann (SUI), Wojciech Szczepek (POL)

Vyloučení: 3:3
 Československo -  NDR 	10:0 (2:0, 2:0, 6:0)
8. dubna 1976 (16:00) – Katovice (Rondo)

Branky a nahrávky Československa: 2:50 Marián Šťastný (Ivan Hlinka, Jiří Holík), 7:37 Milan Nový (František Pospíšil), 24:25 Vladimír Martinec (Jiří Novák), 24:41 Jiří Novák (Vladimír Martinec), 41:35 Jiří Holík (Ivan Hlinka), 45:49 Milan Nový (Bohuslav Šťastný), 52:44 Milan Nový (Bohuslav Šťastný), 53:48 Peter Šťastný (Milan Nový, Oldřich Machač), 55:04 Jiří Holík (Bohuslav Šťastný), 59:13 Milan Nový (Bohuslav Šťastný).

Rozhodčí: Harri Järvi (FIN), Alexander Zagórski (POL)

Vyloučení: 2:0 (0:0, 2:0)
ČSSR: Jiří Holeček – Oldřich Machač, František Pospíšil, Jiří Bubla, Milan Kajkl, Miroslav Dvořák, František Kaberle – Eduard Novák (37. Peter Šťastný), Milan Nový, Jaroslav Pouzar – Marián Šťastný, Ivan Hlinka, Jiří Holík – Vladimír Martinec, Jiří Novák, Bohuslav Šťastný.
NDR: Roland Herzig – Dieter Frenzel, Peter Slapke, Harald Felber, Dietmar Peters, Frank Braun, Dieter Simon – Reinhardt Fengler, Gerhard Müller, [Rolf Bielas –Jürgen Breitschuh, Reiner Patschinski, Joachim Stasche – Jürgen Franke, Roland Peters, Rüdiger Noack.
 Finsko -  USA 	3:3 (2:0, 0:2, 1:1)
8. dubna 1976 (17:00) – Katovice (Mała hala Rondo)

Branky Finska: 0:17 Hannu Kapanen, 14:13 Timo Nummelin, 49:04 Tapio Koskinen.

Branky USA: 27:56 Brad Morrow, 35:39 Buzz Schneider, 45:07 Bill Klatt.

Rozhodčí: Viktor Dombrovskij (URS), Ivo Filip (TCH)

Vyloučení: 5:7
 Polsko -  SSSR 	6:4 (2:0, 3:2, 1:2) 
8. dubna 1976 (20:30) – Katovice (Rondo)

Branky Polska: 10:27 Mieczysław Jaskierski, 14:33 Ryszard Nowinski, 22:45 Wiesław Jobczyk, 23:06 Mieczysław Jaskierski, 26:48 Wiesław Jobczyk, 58:57 Wiesław Jobczyk.

Branky SSSR: 20:39 Boris Michajlov, 25:16 Alexandr Jakušev, 53:50 Valerij Charlamov, 59:09 Boris Michajlov.

Rozhodčí: Dan Guynn (USA), Andre Lagasse (CAN)

Vyloučení: 3:6
Polsko: Tkacz – Goralczyk, Szczepaniec, Jajsczyk, Marcinczak, Szewczyk, Potz – Chowaniec, Jaskierski, Ziętara – Zabawa, Kokoszka, Jabczyk – Nowinski, Stefaniak, Wlodarczyk.
SSSR: Sidelnikov (24. Treťjak) – Lutčenko, Vasiljev, Ljapkin, Korotkov, Cygankov, Babinov – Michajlov, Malcev, Charlamov – Šalimov, Šadrin, Jakušev – Kapustin, Vladimír Golikov, Alexandr Golikov – Balderis.
 Československo -  Polsko 	12:0 (2:0, 2:0, 8:0)
9. dubna 1976 (17:00) - Katovice (Rondo)

Branky a nahrávky Československa: 17:53 Jiří Holík, 19:43 Peter Šťastný (Milan Nový), 24:19 Jiří Novák (Vladimír Martinec, Bohuslav Šťastný), 25:44 Jiří Holík (Ivan Hlinka, Jiří Novák), 40:56 Peter Šťastný (Milan Nový, František Pospíšil), 42:00 Vladimír Martinec (Milan Chalupa), 45:36 Jiří Novák (Bohuslav Šťastný, Milan Chalupa), 47:46 Jiří Bubla (Ivan Hlinka), 50:52 Bohuslav Šťastný, 53:55 Jiří Novák (Vladimír Martinec), 54:32 František Černík, 59:47 Ivan Hlinka (Marián Šťastný).

Rozhodčí: Berthold Schweiger (GDR), Dan Guynn (USA)

Vyloučení: 4:5 (1:0)
ČSSR: Vladimír Dzurilla – Oldřich Machač, František Pospíšil, Jiří Bubla, Milan Kajkl, František Kaberle, Milan Chalupa – Peter Šťastný, Milan Nový, František Černík – Marián Šťastný, Ivan Hlinka, Jiří Holík – Vladimír Martinec, Jiří Novák, Bohuslav Šťastný.
Polsko: Andrzej Tkacz (Henryk Wojtynek) – Robert Góralczyk, Andrzej Szczepaniec, Stanislaw Szewczyk, Jerzy Potz, Kordian Jajszczok, Marek Marcinczak, Henryk Gruth – Walenty Ziętara, Mieczysław Jaskierski, Stefan Chowaniec – Zdislaw Wlodarczyk, Józef Stefaniak, Ryszard Nowinski – Wiesław Jobczyk, Leszek Kokoszka, Andrzej Zabawa.
 SSSR -  NDR 	4:0 (1:0, 1:0, 2:0)
9. dubna 1976 (20:30) – Katovice (Rondo)

Branky SSSR: 13:00 Viktor Žluktov, 25:50 Valerij Charlamov, 52:50 Boris Michajlov, 57:29 Sergej Kapustin.

Rozhodčí: Martin Erhard (GER), Harri Järvi (FIN)

Vyloučení: 3:2
SSSR: Treťjak - Vasiljev, Lutčenko, Korotkov, Ljapkin, Babinov, Cygankov - Michajlov, Malcev, Charlamov - Šalimov, Šadrin, Jakušev - Balderis, Žluktov, Kapustin - V. Golikov.
NDR: Herzig - Frenzel, Slapke, Felber, D. Peters, Braun, Simon - Fengler, Müller, Bielas - Breitschuh, Patschinski, Stasche - Franke, R. Peters, Noack.
 Finsko -  SRN		5:2 (0:1, 3:1, 2:0)
10. dubna 1976 (17:00) – Katovice (Rondo)

Branky Finska: 32:56 Timo Nummelin, 38:06 Esa Peltonen, 39:40 Matti Murto, 40:11 Matti Murto, 43:50 Jouni Rinne.

Branky SRN: 11:26 Erich Kühnhackl, 25:44 Erich Kühnhackl.

Rozhodčí: Werner Weidmann (SUI), Wojciech Szczepek (POL)

Vyloučení: 4:6
 USA -  Švédsko	2:0 (1:0, 0:0, 1:0)
10. dubna 1976 (20:30) – Katovice (Rondo)

Branky USA: 18:24 Craig Sarner, 47:57 Bill Klatt.

Rozhodčí: Harri Järvi (FIN), Viktor Dombrovskij (URS)

Vyloučení: 11:2
 Polsko -  NDR 	6:4 (3:0, 2:2, 1:2)
11. dubna 1976 (13:30) – Katovice (Rondo)

Branky Polska: 1:18 Jerzy Potz, 4:14 Wiesław Jobczyk, 18:25 Leszek Kokoszka, 21:15 Marek Marcinczak, 38:00 Walenty Ziętara, 56:54 Wiesław Jobczyk.

Branky NDR: 24:24 Joachim Stasche, 38:25 Joachim Stasche, 47:20 Reiner Patschinski, 55:40 Peter Slapke.

Rozhodčí: Ivo Filip (TCH), Werner Weidmann (SUI)

Vyloučení: 12:10
 SSSR -  Finsko 	8:1 (1:0, 3:1, 4:0)
11. dubna 1976 (17:00) – Katovice (Rondo)

Branky SSSR: 13:25 Viktor Žluktov, 22:02 Sergej Korotkov, 34:24 Alexandr Malcev, 37:47 Viktor Šalimov, 54:14 Vladimir Lutčenko, 56:01 Jurij Ljapkin, 56:53 Viktor Žluktov, 59:19 Helmuts Balderis.

Branky Finska: 33:59 Henry Leppä.

Rozhodčí: Alexander Zagórski (POL), Stig Karlsson (SWE)

Vyloučení: 0:3
SSSR: Treťjak - Vasiljev, Lutčenko, Korotkov, Ljapkin, Babinov, Cygankov - Michajlov, Malcev, Charlamov - Šalimov, Šadrin, Jakušev - Balderis, Žluktov, Kapustin - A. Golikov.
Finsko: Valtonen - Nummelin, Saari, Suoraniemi, Kankaanpärä, Flinck, Levo - Vehmanen, Murto, Leppä - E. Peltonen, Oksanen, Hagman - Koskinen, Rinne, Makkonen.
 Československo -  Švédsko	3:1 (0:0, 2:0, 1:1)
11. dubna 1976 (20:30) – Katovice (Rondo)

Branky a nahrávky Československa: 25:40 Milan Chalupa (Jiří Novák), 34:42 Milan Nový (František Pospíšil), 50:07 Vladimír Martinec.

Branky a nahrávky Švédska: 54:31 Hans Jax (Roland Eriksson, Bengt Lundholm).

Rozhodčí: Andre Lagasse (CAN), Dan Gyunn (USA)

Vyloučení: 1:5 (2:0, 1:0)
ČSSR: Jiří Holeček - Oldřich Machač, František Pospíšil, Jiří Bubla, Milan Kajkl, František Kaberle, Milan Chalupa – Peter Šťastný, Milan Nový, František Černík – Marián Šťastný, Ivan Hlinka, Jiří Holík – Vladimír Martinec, Jiří Novák, Bohuslav Šťastný.
Švédsko: Göran Högosta – Stig Östling, Jan-Olof Svensson, Mats Waltin], Björn Johansson, Stig Salming, Lars-Erik Esbjörs – Martin Karlsson, Per-Olov Brasar, Lars-Erik Ericsson – Dan Söderström, Mats Åhlberg, Dan Labraaten – Bengt Lundholm, Roland Eriksson, Hans Jax.
 SRN	-  Polsko 	5:3 (2:1, 1:1, 2:1)
12. dubna 1976 (17:00) – Katovice (Rondo)

Branky SRN: 8:51 Walter Köberle, 14:24 Erich Kühnhackl, 35:56 Reiner Philipp, 42:50 Horst Kretschmer, 53:30 Walter Köberle.

Branky Polska: 3:45 Leszek Kokoszka, 31:59 Robert Góralczyk, 55:24 Robert Góralczyk (vlastní Horst Kretschmer).

Rozhodčí: Viktor Dombrovskij (URS), Harri Järvi (FIN)

Vyloučení: 3:2
 NDR -  USA 	2:1 (0:0, 0:0, 2:1)
12. dubna 1976 (20:30) – Katovice (Rondo)

Branky NDR: 40:53 Reiner Patschinski, 45:35 Gerhard Müller.

Branky USA: 57:56 Bill Klatt.

Rozhodčí: Ivo Filip (TCH), Alexander Zagórski (POL)

Vyloučení: 3:5
 Československo -  Finsko 	7:1 (1:1, 4:0, 2:0)
13. dubna 1976 (17:00) – Katovice (Rondo)

Branky a nahrávky Československa: 19:53 Vladimír Martinec, 21:44 Jiří Holík (Vladimír Martinec), 28:12 Milan Nový (Jaroslav Pouzar, Peter Šťastný), 31:03 Milan Nový (Jaroslav Pouzar, Oldřich Machač), 35:20 Bohuslav Šťastný (Vladimír Martinec, Milan Chalupa), 43:37 Jiří Bubla (Jiří Holík), 59:25 Peter Šťastný (vlastní Kari Makkonen).

Branky Finska: 1:20 Tapio Koskinen.

Rozhodčí: Dan Guynn (USA), Martin Erhard (GER)

Vyloučení: 3:4 (2:0, 1:0)
ČSSR: Jiří Holeček - Oldřich Machač, František Pospíšil, Jiří Bubla, Milan Kajkl, Miroslav Dvořák, Milan Chalupa – Peter Šťastný, Milan Nový, Jaroslav Pouzar – Marián Šťastný, Ivan Hlinka, Jiří Holík – Vladimír Martinec, Jiří Novák (Peter Šťastný), Bohuslav Šťastný.
Finsko: Jorma Valtonen – Seppo Suoraniemi, Ari Kankaanpärä, Timo Nummelin, Timo Saari, Tapio Flinck, Tapio Levo – Henry Leppä, Matti Murto, Hannu Kapanen – Jorma Vehmanen, Matti Hagman, Esa Peltonen – Tapio Koskinen, Jouni Rinne, Kari Makkonen.
 SSSR -  Švédsko	6:1 (2:0, 2:0, 2:1)
13. dubna 1976 (20:30) – Katovice (Rondo)

Branky SSSR: 3:49 Alexandr Malcev, 7:25 Boris Michajlov, 24:10 Alexandr Malcev, 24:32 Alexandr Jakušev, 44:01 Boris Michajlov, 49:36 Viktor Šalimov.

Branky Švédska: 50:59 Lars-Gunnar Lundberg.

Rozhodčí: Andre Lagasse (CAN), Wojciech Szczepek (POL)

Vyloučení: 5:1
SSSR: Treťjak - Vasiljev, Lutčenko, Korotkov, Ljapkin, Cygankov, Babinov - Michajlov, Malcev, Charlamov - Šalimov, Šadrin, Jakušev - Balderis, Žluktov, Kapustin.
Švédsko: Högosta - Waltin, B. Johnasson, Esbjörs, Svensson, S. Salming, Bond - Söderström, Öberg, Labraaten - M. Karlsson, Brasar, Lundberg - Lundholm, R. Eriksson, Jax.
 USA -  Polsko 	4:2 (2:0, 1:1, 1:1)
14. dubna 1976 (17:00) – Katovice (Rondo)

Branky USA: 2:38 Thomas Younghans, 4:56 Steve Jensen, 27:17 Buzz Schneider, 49:06 Gary Ross.

Branky Polska: 26:39 Wiesław Jobczyk, 51:45 Robert Góralczyk.

Rozhodčí: Andre Lagasse (CAN), Stig Karlsson (SWE)

Vyloučení: 12:7
 SRN	-  NDR 	7:1 (3:0, 4:0, 0:1)
14. dubna 1976 (20:30) – Katovice (Rondo)

Branky SRN: 13:26 Alois Schloder, 16:17 Erich Kühnhackl, 19:40 Erich Kühnhackl, 33:20 Erich Kühnhackl, 34:01 Walter Köberle, 34:33 Reiner Philipp, 35:42 Ignaz Berndaner.

Branky NDR: 47:01 Reinhardt Fengler.

Rozhodčí: Viktor Dombrovskij (URS), Harri Järvi (FIN)

Vyloučení: 4:3
 Švédsko -  Finsko 	4:3 (1:0, 1:2, 2:1)
15. dubna 1976 (13:30) – Katovice (Rondo)

Branky Švédska: 5:50 Hans Jax, 33:28 Dan Labraaten, 43:19 Lars-Erik Ericsson, 48:45 Lars-Erik Esbjörs.

Branky Finska: 28:40 Henry Leppä, 34:01 Matti Hagman, 41:52 Esa Peltonen.

Rozhodčí: Dan Guynn (USA), Wojciech Szczepek (POL)

Vyloučení: 3:4
 Československo -  USA 	10:2 (4:0, 4:1, 2:1)
15. dubna 1976 (17:00) – Katovice (Rondo)

Branky a nahrávky Československa: 3:15 Peter Šťastný (František Černík, Milan Nový), 5:30 Vladimír Martinec (Jiří Novák), 10:33 Vladimír Martinec (Bohuslav Šťastný), 16:48 Jiří Novák (Vladimír Martinec), 21:06 František Černík, 26:00 Jiří Novák (Vladimír Martinec), 30:07 Ivan Hlinka (Marián Šťastný), 32:47 Milan Nový (Marián Šťastný), 41:22 Marián Šťastný (Ivan Hlinka, Jiří Bubla), 49:06 Jiří Novák (Bohuslav Šťastný).

Branky a nahrávky USA: 28:12 Craig Sarner (Mike Antonowich), 59:59 Gary Gambucci (Louis Nanne).

Rozhodčí: Andre Lagasse (CAN), Werner Weidmann (SUI)

Vyloučení: 5:7
ČSSR: Jiří Holeček – Oldřich Machač, František Pospíšil, Jiří Bubla, Milan Kajkl, Miroslav Dvořák, František Kaberle – Peter Šťastný (41. Jaroslav Pouzar), Milan Nový, František Černík – Marián Šťastný, Ivan Hlinka, Jiří Holík – Vladimír Martinec, Jiří Novák, Bohuslav Šťastný.
USA: Peter Lopresti – Louis Nanne, David Langevin, Gary Ross, Jeff Hymanson, Bob Lundeen, Brad Morrow – Bill Klatt, Gary Gambucci, Buzz Schneider – Craig Sarner, Mike Eaves, Mike Antonowich - Jim Warner, Thomas Younghans, Steve Jensen.
 SSSR -  SRN		8:2 (3:1, 3:1, 2:0)
15. dubna 1976 (20:30) – Katovice (Rondo)

Branky SSSR: 11:02 Sergej Kapustin, 13:41 Sergej Kapustin, 16:27 Alexandr Jakušev, 28:02 Alexandr Jakušev, 30:49 Valerij Charlamov, 38:57 Valerij Vasiljev, 49:52 Jurij Ljapkin, 53:38 Valerij Vasiljev.

Branky SRN: 15:29 Reiner Philipp, 28:36 Hermann Hinterstocker.

Rozhodčí: Alexander Zagórski (POL), Stig Karlsson (SWE)

Vyloučení: 0:3
SSSR: Treťjak - Vasiljev, Lutčenko, Korotkov, Ljapkin, Cygankov, Babinov, Filippov - Michajlov, Malcev, Charlamov - Šalimov, Šadrin, Jakušev - Balderis, Žluktov, Kapustin - A. Golikov, V. Golikov.
NSR: Kehle - Kießling, Berndaner, Thanner, Völk, Kretschmer, Klatt - A. Schloder, Kühnhackl, Philipp - Hinterstocker, Vacatko, Funk - Mangold, Boos, Köpf - Reindl.
 Švédsko -  NDR 	8:2 (4:1, 2:1, 2:0)
17. dubna 1976 (13:30) – Katovice (Rondo)

Branky Švédska: 2:48 Roland Eriksson, 15:38 Björn Johansson, 18:06 Dan Labraaten, 19:23 Roland Eriksson, 22:07 Lars-Gunnar Lundberg, 23:15 Stig Salming, 46:20 Roland Eriksson, 54:38 Lars Öberg.

Branky NDR: 18:47 Roland Peters, 35:30 Jürgen Breitschuh

Rozhodčí: Alexander Zagórski (POL), Ivo Filip (TCH)

Vyloučení: 5:1
 Finsko -  Polsko 	3:3 (1:2, 2:1, 0:0)
17. dubna 1976 (17:00) – Katovice (Rondo)

Branky Finska: 7:27 Esa Peltonen, 31:05 Jouni Rinne, 31:50 Jorma Vehmanen.

Branky Polska: 14:11 Mieczysław Jaskierski, 18:12 Henryk Gruth, 30:14 Karol Żurek.

Rozhodčí: Viktor Dombrovskij (URS), Martin Erhard (GER)

Vyloučení: 4:3
 Československo -  SSSR 	3:2 (1:0, 0:1, 2:1)
17. dubna 1976 (20:30) – Katovice (Rondo)

Branky a nahrávky Československa: 18:56 Peter Šťastný (Milan Nový, Vladimír Martinec), 47:46 Bohuslav Šťastný (Vladimír Martinec), 53:59 Ivan Hlinka (Jiří Holík).

Branky a nahrávky SSSR: 34:47 Valerij Vasiljev (Valerij Charlamov), 55:04 Helmuts Balderis (Jurij Ljapkin).

Rozhodčí: Andre Lagasse (CAN), Stig Karlsson (SWE)

Vyloučení: 3:3
ČSSR: Jiří Holeček – Oldřich Machač, František Pospíšil, Jiří Bubla, Milan Kajkl, František Kaberle, Milan Chalupa – Peter Šťastný, Milan Nový, František Černík – Marián Šťastný (41. Jaroslav Pouzar), Ivan Hlinka, Jiří Holík – Vladimír Martinec, Jiří Novák, Bohuslav Šťastný.
SSSR: Vladislav Treťjak – Valerij Vasiljev, Vladimir Lutčenko, Sergej Korotkov, Jurij Ljapkin, Gennadij Cygankov, Sergej Babinov – Boris Michajlov, Vladimír Golikov, Valerij Charlamov – Viktor Šalimov, Vladimir Šadrin, Alexandr Jakušev – Helmuts Balderis, Viktor Žluktov, Alexandr Golikov.
 USA -  SRN		5:1 (1:0, 2:0, 2:1)
18. dubna 1976 (17:00) – Katovice (Rondo)

Branky USA: 10:57 Jeff Hymanson, 30:08 Mike Eaves, 31:51 Steve Jensen, 43:33 [David Langevin, 49:50 Jim Warner.

Branky SRN: 42:11 Lorenz Funk.

Rozhodčí: Viktor Dombrovskij (URS), Ivo Filip (TCH)

Vyloučení: 12:6
  NDR -  Finsko 	2:1 (1:1, 1:0, 0:0)
18. dubna 1976 (20:30) – Katovice (Rondo)

Branky NDR: 15:50 Rolf Bielas, 25:01 Jürgen Franke.

Branky Finska: 18:54 Matti Hagman.

Rozhodčí: Andre Lagasse (CAN), Stig Karlsson (SWE)

Vyloučení: 4:4
  Československo -  SRN		9:1 (5:0, 3:0, 1:1)
19. dubna 1976 (16:00) – Katovice (Mała hala Rondo)

Branky a nahrávky Československa: 1:48 Ivan Hlinka (Jiří Bubla), 6:59 Eduard Novák (Milan Nový, František Černík), 10:17 Bohuslav Šťastný (Vladimír Martinec, Jiří Novák), 16:57 Vladimír Martinec (Milan Chalupa), 18:48 Ivan Hlinka (Jaroslav Pouzar), 29:52 Jiří Bubla (Ivan Hlinka), 36:46 Jiří Holík (Jiří Bubla, Eduard Novák), 39:47 Jiří Holík (Ivan Hlinka), 59:48 František Černík.

Branky a nahrávky SRN: 45:30 Hans Zach (Hermann Hinterstocker).

Rozhodčí: Berthold Schweiger (GDR), Dan Guynn (USA)

Vyloučení: 0:2 (1:0)
ČSSR: Vladimír Dzurilla – Oldřich Machač, František Pospíšil, Jiří Bubla, Milan Kajkl, Miroslav Dvořák, Milan Chalupa – Eduard Novák, Milan Nový, František Černík – Jaroslav Pouzar, Ivan Hlinka, Jiří Holík – Vladimír Martinec, Jiří Novák, Bohuslav Šťastný.
SRN: Anton Kehle – Udo Kießling, Ignaz Berndaner, Rudolf Thanner, Josef Völk, Horst Kretschmer, Werner Klatt – Alois Schloder, Erich Kühnhackl, Reiner Philipp – Ernst Köpf, Lorenz Funk, Hans Zach – Wolfgang Boos, Walter Köberle, Vladimir Vacatko – Franz Reindl, Hermann Hinterstocker.
 Švédsko -  Polsko 	4:1 (2:0, 0:0, 2:1)
19. dubna 1976 (17:00) – Katovice (Rondo)

Branky Švédska: 12:51 Dan Labraaten, 17:28 Mats Åhlberg, 45:10 Mats Åhlberg, 45:21 Roland Eriksson.

Branky Polska: 46:32 Henryk Gruth.

Rozhodčí: Andre Lagasse (CAN), Werner Weidmann (SUI)

Vyloučení: 6:6
 SSSR -  USA 	5:2 (2:0, 2:1, 1:1)
19. dubna 1976 (20:30) – Katovice (Rondo)

Branky SSSR: 9:11 Viktor Žluktov, 17:56 Helmuts Balderis, 20:49 Boris Michajlov, 37:58 Jurij Ljapkin, 45:57 Viktor Šalimov.

Branky USA: 30:10 Steve Jensen, 52:31 Mike Eaves.

Rozhodčí: Martin Erhard (GER), Wojciech Szczepek (POL)

Vyloučení: 1:2
SSSR: Treťjak - Vasiljev, Filippov, Cygankov, Ljapkin, Babinov, Lutčenko - Michajlov, V. Golikov, Charlamov - Šalimov, Korotkov, Jakušev - Balderis, Žluktov, A. Golikov.
USA: Lopresti - Nanne, Langevin, Ross, Hymanson, Lundeen, Morrow - Warner, Younghans, Jensen - Klatt, Gambucci, Schneider - Sarner, Eaves, Antonowich - Eruzione.

### Finále
|    |         | TCH | URS | SWE | USA | V | R | P | Skóre | B  |
| 1. | ČSSR    | *** | 3:3 | 5:3 | 5:1 | 9 | 1 | 0 | 67:14 | 19 |
| 2. | SSSR    | 3:3 | *** | 3:4 | 7:1 | 6 | 1 | 3 | 50:23 | 13 |
| 3. | Švédsko | 3:5 | 4:3 | *** | 7:3 | 6 | 0 | 4 | 36:29 | 12 |
| 4. | USA     | 1:5 | 1:7 | 3:7 | *** | 3 | 1 | 6 | 24:42 | 7  |

- Utkání ze základní části se započítávala.

 Československo -  USA 	5:1 (2:0, 3:1, 0:0)
21. dubna 1976 (17:00) – Katovice (Rondo)

Branky a nahrávky Československa: 5:43 Milan Nový, 12:55 Ivan Hlinka (Jiří Holík), 22:57 Jiří Novák (Vladimír Martinec), 30:24 Peter Šťastný (František Černík), 36:04 Peter Šťastný (František Pospíšil).

Branky a nahrávky  USA: 34:08 Louis Nanne (Steve Jensen).

Rozhodčí: Harri Järvi (FIN), Martin Erhard (GER)

Vyloučení: 1:3 (1:0)
ČSSR: Jiří Holeček – Oldřich Machač, František Pospíšil, Jiří Bubla, Milan Kajkl, František Kaberle, Miroslav Dvořák – Peter Šťastný, Milan Nový, František Černík – Marián Šťastný, Ivan Hlinka, Jiří Holík – Vladimír Martinec, Jiří Novák, Bohuslav Šťastný.
USA: Mike Curran – Louis Nanne, David Langevin, Gary Ross, Jeff Hymanson, Bob Lundeen, Brad Morrow – Jim Warner, Thomas Yonghans, Steve Jensen – Bill Klatt, Gary Gambucci, Buzz Schneider – Craig Sarner, Mike Eaves, Mike Antonowich – Mike Eruzione.
 Švédsko -  SSSR 	4:3 (1:0, 3:1, 0:2)
21. dubna 1976 (20:30) – Katovice (Rondo)

Branky Švédska: 14:17 Roland Bond, 30:09 Mats Åhlberg, 33:43 Hans Jax, 33:58 Dan Labraaten.

Branky SSSR: 24:33 Alexandr Jakušev, 56:14 Vladimir Lutčenko, 56:25 Vladimir Šadrin.

Rozhodčí: Andre Lagasse (CAN), Wojciech Szczepek (POL)

Vyloučení: 8:3
Švédsko: Högosta – Waltin, Johansson, Salming, Svensson, Esbjörg, Bond – Söderström, Åhlberg, Labraaten – Karlsson, Brasar, Ericsson – Lundholm, Eriksson, Jax.
SSSR: Treťjak – Vasiljev, Lutčenko, Korotkov, Ljapkin, Cygankov, Babinov – Michajlov, Vladimír Golikov, Charlamov – Šalimov, Šadrin, Jakušev – Balderis, Žluktov, Alexandr Golikov.
 Československo -  Švédsko 	5:3 (3:0, 0:2, 2:1)
23. dubna 1976 (17:00) – Katovice (Rondo)

Branky a nahrávky Československa: 6:50 Jaroslav Pouzar (Ivan Hlinka), 7:12 Bohuslav Šťastný, 18:51 Vladimír Martinec (Eduard Novák), 47:19 Jaroslav Pouzar (Jiří Novák), 56:27 Jiří Bubla.

Branky a nahrávky Švédska: 21:40 Mats Waltin (Mats Åhlberg), 37:10 Roland Eriksson (Bengt Lundholm), 57:55 Lars-Gunnar Lundberg (Hans Jax, Roland Eriksson).

Rozhodčí: Andre Lagasse (CAN), Dan Guynn (USA)

Vyloučení: 2:3 (0:1)
ČSSR: Jiří Holeček – Oldřich Machač, František Pospíšil, Jiří Bubla, Milan Kajkl, Milan Chalupa, Miroslav Dvořák – Peter Šťastný, Milan Nový, František Černík – Jaroslav Pouzar, Ivan Hlinka, Jiří Holík – Vladimír Martinec, Jiří Novák, Bohuslav Šťastný.
Švédsko: Göran Högosta – Mats Waltin, Björn Johansson, Stig Salming, Jan-Olof Svensson, Lars-Erik Esbjörs, Roland Bond – Dan Söderström, Mats Åhlberg, Dan Labraaten – Martin Karlsson, Per-Olov Brasar], Lars-Erik Ericsson – Bengt Lundholm, Roland Eriksson, Hans Jax – Lars-Gunnar Lundberg.
 SSSR -  USA 	7:1 (1:1, 3:0, 3:0)
23. dubna 1976 (20:30) – Katovice (Rondo)

Branky SSSR: 12:55 Alexandr Golikov, 26:53 Vladimír Golikov, 28:15 Alexandr Jakušev, 38:12 Alexandr Golikov, 49:20 Jurij Ljapkin, 51:50 Vladimir Šadrin, 53:40 Valerij Vasiljev.

Branky USA: 15:29 Steve Jensen.

Rozhodčí: Stig Karlsson (SWE), Alexander Zagórski (POL)

Vyloučení: 1:4
SSSR: Treťjak – Vasiljev, Lutčenko, Korotkov, Ljapkin, Babinov, Cygankov – Michajlov, Charlamov, Alexandr Golikov – Šalimov, Šadrin, Jakušev – Balderis, Žluktov, Vladimír Golikov.
USA: Lopresti – Nanne, Langevin, Ross, Hymanson, Lundeen, Morrow – Warner, Younghans, Jensen – Klatt, Gambucci, Schneider – Sarner, Eaves, Antonowich - Eruzione.
 Švédsko -  USA 	7:3 (3:1, 3:2, 1:0)
25. dubna 1976 (13:00) – Katovice (Rondo)

Branky Švédska: 9:14 Roland Eriksson, 17:16 Lars-Gunnar Lundberg, 18:54 Dan Söderström, 31:51 Lars-Gunnar Lundberg, 36:45 Mats Åhlberg, 38:18 Roland Eriksson, 49:54 Lars-Erik Ericsson.

Branky USA: 5:21 Mike Antonowich, 33:03 Thomas Younghans, 36:12 Jim Warner.

Rozhodčí: Andre Lagasse (CAN), Ivo Filip (TCH)

Vyloučení: 4:9
Švédsko: Löfqvist – Waltin, Johansson, Salming, Svensson, Esbjörs, Bond – Söderström, Åhlberg, Labraaten – Karlsson, Brasar, Lars-Erik Ericsson – Lundberg, Eriksson, Jax.
USA: Curran – Nanne, Langevin, Ross, Hymanson, Lundeen, Morrow – Warner, Younghans, Jensen – Klatt, Gambucci, Schneider – Sarner, Eaves, Mike Antonowich – Eruzione.
 Československo -  SSSR 	3:3 (1:3, 1:0, 1:0)
25. dubna 1976 (16:30) - Katovice (Rondo)

Branky a nahrávky Československa: 9:00 Ivan Hlinka (Jiří Holík), 36:07 Vladimír Martinec, 46:38 Jiří Novák.

Branky a nahrávky SSSR: 7:28 Boris Michajlov (Alexandr Golikov), 13:00 Alexandr Golikov (Valerij Charlamov), 17:49 Boris Michajlov (Valerij Vasiljev).

Rozhodčí: Stig Karlsson (SWE), Wojciech Szczepek (POL)

Vyloučení: 2:1 (1:1)
ČSSR: Jiří Holeček – Oldřich Machač (21. Milan Chalupa), František Pospíšil, Jiří Bubla, Milan Kajkl, Milan Chalupa (21. František Kaberle), Miroslav Dvořák – Peter Šťastný, Milan Nový, František Černík – Jaroslav Pouzar (21. Marián Šťastný), Ivan Hlinka, Jiří Holík – Vladimír Martinec, Jiří Novák, Bohuslav Šťastný.
SSSR: Vladislav Treťjak – Valerij Vasiljev, Gennadij Cygankov, Jurij Ljapkin, Sergej Korotkov, Sergej Babinov, Vladimir Lutčenko – Boris Michajlov, Alexandr Golikov, Valerij Charlamov – Viktor Šalimov, Vladimir Šadrin, Alexandr Jakušev – Helmuts Balderis, Viktor Žluktov, Vladimír Golikov.

### O udržení
|    |        | FIN | GER | POL | GDR | V | R | P | Skóre | B |
| 5. | Finsko | *** | 4:4 | 5:5 | 9:3 | 2 | 4 | 4 | 35:41 | 8 |
| 6. | SRN    | 4:4 | *** | 2:1 | 1:1 | 2 | 4 | 4 | 26:41 | 8 |
| 7. | Polsko | 5:5 | 1:2 | *** | 5:4 | 3 | 2 | 5 | 32:47 | 8 |
| 8. | NDR    | 3:9 | 1:1 | 4:5 | *** | 2 | 1 | 7 | 19:52 | 5 |

- Utkání ze základní části se započítávala.

 Polsko -  NDR 	5:4 (0:1, 1:2, 4:1)
20. dubna 1976 (17:00) – Katovice (Rondo)

Branky Polska: 37:02 Stefan Chowaniec, 43:51 Walenty Ziętara, 49:15 Andrzej Zabawa, 53:43 Walenty Ziętara, 58:05 Mieczysław Jaskierski.

Branky NDR: 3:37 Reiner Patschinski, 26:05 Roland Peters, 36:33 Ralf Thomas, 59:54 Frank Braun.

Rozhodčí: Viktor Dombrovskij (URS), Ivo Filip (TCH)

Vyloučení: 1:5
 Finsko -  SRN 	4:4 (2:1, 1:1, 1:2)
20. dubna 1976 (20:30) – Katovice (Rondo)

Branky Finska: 5:17 Jouni Rinne, 12:42 Tapio Koskinen, 22:35 Tapio Flinck, 41:04 Henry Leppä.

Branky SRN: 1:25 Vladimir Vacatko, 23:05 Reiner Philipp, 51:12 Lorenz Funk, 59:32 Reiner Philipp.

Rozhodčí: Stig Karlsson (SWE), Dan Guynn (USA)

Vyloučení: 5:8
 Finsko -  Polsko 	5:5 (1:2, 2:1, 2:2)
22. dubna 1976 (17:00) – Katovice (Rondo)

Branky Finska: 4:44 Matti Hagman, 26:04 Tapio Koskinen, 39:24 Matti Murto, 53:26 Kari Makkonen, 57:53 Kari Makkonen.

Branky Polska: 5:34 Leszek Kokoszka, 18:57 Walenty Ziętara, 21:02 Mieczysław Jaskierski, 43:24 Leszek Kokoszka, 59:37 Leszek Kokoszka.

Rozhodčí: Andre Lagasse (CAN), Dan Guynn (USA)

Vyloučení: 5:3
 SRN -  NDR 	1:1 (0:1, 1:0, 0:0)
22. dubna 1976 (20:30) – Katovice (Rondo)

Branky SRN: 25:12 Lorenz Funk.

Branky NDR: 17:56 Reiner Patschinski.

Rozhodčí: Viktor Dombrovskij (URS), Werner Weidmann (SUI)

Vyloučení: 3:5
 Finsko -  NDR 	9:3 (3:2, 4:1, 2:0)
24. dubna 1976 (17:00) – Katovice (Rondo)

Branky Finska: 8:05 Tapio Koskinen, 13:58 Timo Saari, 14:21 Tapio Koskinen, 24:48 Tapio Koskinen, 30:53 Matti Hagman, 33:35 Tapio Levo, 39:57 Hannu Kapanen, 43:28 Timo Saari, 48:46 Kari Makkonen.

Branky NDR: 10:21 Peter Slapke, 18:51 Ralf Thomas, 29:00 Rolf Bielas.

Rozhodčí: Andre Lagasse (CAN), Stig Karlsson (SWE)

Vyloučení: 2:5
 SRN -  Polsko 	2:1 (1:0, 0:1, 1:0)
24. dubna 1976 (20:30) – Katovice (Rondo)

Branky SRN: 15:45 Walter Köberle, 59:39 [Reiner Philipp.

Branky Polska: 35:39 Leszek Kokoszka.

Rozhodčí: Viktor Dombrovskij (URS), Werner Weidmann (SUI)

Vyloučení: 3:5

### Mistrovství Evropy
|    |         | TCH   | SWE  | URS  | GER  | POL   | FIN  | GDR   | V | R | P | Skóre | B  |
| 1. | ČSSR    | ***   | 3:1* | 3:2* | 9:1* | 12:0* | 7:1* | 10:0* | 7 | 1 | 0 | 52:11 | 15 |
| 2. | Švédsko | 3:5   | ***  | 1:6* | 4:1* | 4:1*  | 4:3* | 8:2*  | 5 | 0 | 3 | 29:24 | 10 |
| 3. | SSSR    | 3:3   | 3:4  | ***  | 8:2* | 4:6*  | 8:1* | 4:0*  | 4 | 1 | 3 | 38:20 | 9  |
| 4. | SRN     | 1:9*  | 1:4* | 2:8* | ***  | 5:3   | 2:5  | 7:1   | 2 | 4 | 3 | 25:36 | 8  |
| 5. | Polsko  | 0:12* | 1:4* | 6:4* | 1:2* | ***   | 5:5  | 5:4   | 3 | 2 | 4 | 30:43 | 8  |
| 6. | Finsko  | 1:7*  | 3:4* | 1:8* | 4:4* | 5:5*  | ***  | 9:3   | 2 | 3 | 4 | 32:38 | 7  |
| 7. | NDR     | 0:10* | 2:8* | 0:4* | 3:9* | 1:1*  | 4:5* | ***   | 1 | 1 | 7 | 18:83 | 3  |

- s hvězdičkou = zápasy ze základní skupiny.
- ČSSR, SSSR a Švédsko = druhé zápasy z finálové skupiny.
- Finsko, Německo, Polsko a NDR = druhé zápasy ze skupiny o 5.- 8. místo.

## Statistiky

### Nejlepší hráči podle direktoriátu IIHF
| Brankář | Jiří Holeček      |
| Obránce | Mats Waltin       |
| Útočník | Valerij Charlamov |

### All Stars
| Brankář         | Jiří Holeček       |
| Levý obránce    | František Pospíšil |
| Pravý obránce   | Mats Waltin        |
| Levé křídlo     | Valerij Charlamov  |
| Střední útočník | Milan Nový         |
| Pravé křídlo    | Vladimír Martinec  |

### Kanadské bodování
| Poř. | Kanadské bodování | Branky | Přihrávky | Body |
| ---- | ----------------- | ------ | --------- | ---- |
| 1.   | Vladimír Martinec | 9      | 11        | 20   |
| 2.   | Jiří Novák        | 9      | 7         | 16   |
| 3.   | Milan Nový        | 9      | 6         | 15   |
| 4.   | Roland Eriksson   | 8      | 7         | 15   |
| 5.   | Ivan Hlinka       | 7      | 8         | 15   |
| 6.   | Valerij Charlamov | 4      | 10        | 14   |
| 7.   | Boris Michajlov   | 7      | 6         | 13   |
| 8.   | Peter Šťastný     | 8      | 4         | 12   |
| 9.   | Jiří Holík        | 7      | 5         | 12   |
| 10.  | Tapio Koskinen    | 7      | 4         | 11   |

### Soupiska Československa
1.  Československo

Brankáři: Jiří Holeček, Vladimír Dzurilla.

Obránci: Oldřich Machač,  – František Pospíšil, Jiří Bubla, Milan Kajkl, Milan Chalupa, Miroslav Dvořák, František Kaberle.

Útočníci: Vladimír Martinec, Jiří Novák, Bohuslav Šťastný, Marián Šťastný, Ivan Hlinka, Jiří Holík, Eduard Novák, Milan Nový, Jaroslav Pouzar, Peter Šťastný, František Černík.

Trenéři: Karel Gut, Ján Starší.

### Soupiska SSSR
2.  SSSR

Brankáři: Vladislav Treťjak, Alexandr Sidelnikov.

Obránci: Valerij Vasiljev, Vladimir Lutčenko, Gennadij Cygankov, Jurij Ljapkin, Sergej Babinov, Alexandr Filipov, Sergej Korotkov.

Útočníci: Boris Michajlov, Valerij Charlamov, Viktor Žluktov, Vladimir Šadrin, Alexandr Jakušev, Viktor Šalimov, Alexandr Malcev, Sergej Kapustin, Helmuts Balderis, Alexandr Golikov, Vladimír Golikov.

Trenéři: Boris Kulagin, Konstantin Loktěv, Vladimir Jurzinov.

### Soupiska Švédska
3.  Švédsko

Brankáři: Göran Högosta, William Löfqvist.

Obránci: Roland Bond, Lars-Erik Esbjörs, Björn Johansson, Stig Salming, Jan-Olof Svensson, Stig Östling, Mats Waltin.

Útočníci: Per-Olov Brasar, Lars-Erik Ericsson, Roland Eriksson, Hans Jax, Martin Karlsson, Dan Labraaten, Lars-Gunnar Lundberg, Bengt Lundholm, Dan Söderström, Mats Åhlberg, Lars Öberg.

Trenér: Roland Pettersson, Kjel Larsson.

### Soupiska USA
4.   USA

Brankáři: Mike Curran, Peter Lopresti.

Obránci: Brad Morrow, Gary Ross, David Langevin, Bob Lundeen, Louis Nanne, Jeff Hymanson, Pat Phippen.

Útočníci: Gary Gambucci, Mike Antonowich, Steve Jensen, Craig Sarner, Thomas Younghans, Buzz Schneider, Bill Klatt, Mike Eaves, Jim Warner, Mike Eruzione.

Trenér: John Mariucci, Glenn Gostick.

### Soupiska Finska
5.  Finsko

Brankáři: Jorma Valtonen, Marcus Mattsson.

Obránci: Tapio Flinck, Ari Kankaanpärä, Tapio Levo, Timo Nummelin, Timo Saari, Seppo Suoraniemi, Jouni Peltonen.

Útočníci: Matti Hagman, Hannu Kapanen, Tapio Koskinen, Henry Leppä, Kari Makkonen, Matti Murto, Lasse Oksanen, Esa Peltonen, Jouni Rinne, Timo Sutinen, Jorma Vehmanen.

Trenér: Lasse Heikkilä, Seppo Liitsola.

### Soupiska SRN
6.   SRN

Brankáři: Anton Kehle, Erich Weishaupt.

Obránci: Rudolf Thanner, Josef Völk, Udo Kießling, Werner Klatt, Horst Kretschmer, Ignaz Berndaner.

Útočníci: Alois Schloder, Erich Kühnhackl, Reiner Philipp, Ernst Köpf, Lorenz Funk, Franz Reindl, Walter Köberle, Wolfgang Boos, Hans Zach, Klaus Mangold, Hermann Hinterstocker, Vladimir Vacatko.

Trenér: Xaver Unsinn.

### Soupiska Polska
7.  Polsko

Brankáři: Andrzej Tkacz, Henryk Wojtynek.

Obránci: Robert Góralczyk, Andrzej Szczepaniec, Kordian Jajszczok, Marek Marcinczak, Jerzy Potz, Stanislaw Szewczyk, Henryk Gruth,.

Útočníci: Józef Stefaniak, Zdislaw Wlodarczyk, Ryszard Nowinski, Stefan Chowaniec, Mieczysław Jaskierski, Walenty Ziętara, Henryk Pytel, Wiesław Jobczyk, Andrzej Zabawa, Leszek Kokoszka, Karol Żurek.

Trenér: Józef Kurek, Emil Nikodemowicz.

### Soupiska NDR
8.  NDR

Brankáři: Wolfgang Kraske, Roland Herzig.

Obránci: Dietmar Peters, Dieter Frenzel, Frank Braun, Reinhardt Fengler, Harald Felber, Dieter Simon.

Útočníci: Heinz Pöhland, Detlef Mark, Joachim Stasche, Reiner Patschinski, Jürgen Breitschuh, Rüdiger Noack, Ralf Thomas, Jürgen Franke, Rolf Bielas, Peter Slapke, Roland Peters, Gerhard Müller.

Trenér: Joachim Ziesche.

## MS Skupina B
|    |            | ROM | JPN  | NOR | SUI | YUG | NED | ITA  | BUL | V | R | P | Skóre | B  |
| 1. | Rumunsko   | *** | 7:5  | 2:1 | 7:2 | 2:5 | 8:1 | 5:5  | 9:4 | 5 | 1 | 1 | 40:23 | 11 |
| 2. | Japonsko   | 5:7 | ***  | 2:3 | 6:2 | 3:2 | 4:0 | 10:0 | 4:3 | 5 | 0 | 2 | 34:17 | 10 |
| 3. | Norsko     | 1:2 | 3:2  | *** | 7:3 | 6:4 | 3:4 | 2:4  | 7:2 | 4 | 0 | 3 | 29:21 | 8  |
| 4. | Švýcarsko  | 2:7 | 2:6  | 3:7 | *** | 5:4 | 4:2 | 4:1  | 5:1 | 4 | 0 | 3 | 25:28 | 8  |
| 5. | Jugoslávie | 5:2 | 2:3  | 4:6 | 4:5 | *** | 5:1 | 8:2  | 9:7 | 4 | 0 | 3 | 37:26 | 8  |
| 6. | Nizozemsko | 1:8 | 0:4  | 4:3 | 2:4 | 1:5 | *** | 9:3  | 5:3 | 3 | 0 | 4 | 22:30 | 6  |
| 7. | Itálie     | 5:5 | 0:10 | 4:2 | 1:4 | 2:8 | 3:9 | ***  | 8:3 | 2 | 1 | 4 | 23:41 | 5  |
| 8. | Bulharsko  | 4:9 | 3:4  | 2:7 | 1:5 | 7:9 | 3:5 | 3:8  | *** | 0 | 0 | 7 | 23:47 | 0  |

 Nizozemsko –  Norsko 4:3 (1:3, 1:0, 2:0)
18. března 1976 – Aarau

 Švýcarsko –  Bulharsko 5:1 (3:0, 1:0, 1:1)
18. března 1976 – Aarau

 Itálie –  Jugoslávie 2:8 (2:4, 0:1, 0:3)
18. března 1976 – Biel

 Rumunsko –  Japonsko 7:5 (1:3, 2:2, 4:0)
18. března 1976 – Biel

 Itálie –  Bulharsko 8:3 (2:1, 1:2, 5:0)
19. března 1976 – Aarau

 Švýcarsko –  Jugoslávie 5:4 (2:1, 2:0, 1:3)
19. března 1976 – Biel

 Japonsko –  Nizozemsko 4:0 (1:0, 1:0, 2:0)
20. března 1976 – Aarau

 Rumunsko –  Norsko 2:1 (0:0, 1:1, 1:0)
20. března 1976 – Biel

 Jugoslávie –  Rumunsko 5:2 (3:1, 1:0, 1:1)
21. března 1976 – Aarau

 Švýcarsko –  Nizozemsko 4:2 (1:1, 3:1, 0:0)
21. března 1976 – Aarau

 Itálie –  Norsko 4:2 (0:1, 3:1, 1:0)
21. března 1976 – Biel

 Bulharsko –  Japonsko 3:4 (2:0, 0:1, 1:3)
21. března 1976 – Biel

 Jugoslávie –  Bulharsko 9:7 (4:1, 0:5, 5:1)
22. března 1976 – Aarau

 Švýcarsko –  Itálie 4:1 (2:0, 1:0, 1:1)
22. března 1976 – Biel

 Rumunsko –  Nizozemsko 8:1 (3:0, 1:1, 4:0)
23. března 1976 – Aarau

 Norsko –  Japonsko 3:2 (1:2, 0:0, 2:0)
23. března 1976 – Biel

 Rumunsko –  Itálie 5:5 (2:1, 1:1, 2:3)
24. března 1976 – Aarau

 Japonsko –  Jugoslávie 3:2 (1:0, 1:1, 1:1)
24. března 1976 – Aarau

 Nizozemsko –  Bulharsko 5:3 (0:0, 2:2, 3:1)
24. března 1976 – Biel

 Švýcarsko –  Norsko 3:7 (1:1, 2:2, 0:4)
24. března 1976 – Biel

 Japonsko –  Itálie 10:0 (1:0, 5:0, 4:0)
26. března 1976 – Aarau

 Norsko –  Bulharsko 7:2 (4:2, 3:0, 0:0)
26. března 1976 – Aarau

 Nizozemsko –  Jugoslávie 1:5 (1:2, 0:3, 0:0)
26. března 1976 – Biel

 Švýcarsko –  Rumunsko 2:7 (0:4, 0:3, 2:0)
26. března 1976 – Biel

 Norsko –  Jugoslávie 6:4 (2:1, 3:3, 1:0)
27. března 1976 – Aarau

 Švýcarsko –  Japonsko 2:6 (0:2, 1:2, 1:2)
27. března 1976 – Aarau

 Rumunsko –  Bulharsko 9:4 (3:0, 3:1, 3:3)
27. března 1976 – Biel

 Nizozemsko –  Itálie 9:3 (3:0, 2:0, 4:3)
27. března 1976 – Biel

## MS Skupina C
|    |                | AUT  | HUN  | FRA | DEN  | GBR  | V | R | P | Skóre | B |
| 1. | Rakousko       | ***  | 6:3  | 7:1 | 4:3  | 21:2 | 4 | 0 | 0 | 38:9  | 8 |
| 2. | Maďarsko       | 3:6  | ***  | 6:1 | 10:2 | 11:0 | 3 | 0 | 1 | 30:9  | 6 |
| 3. | Francie        | 1:7  | 1:6  | *** | 7:4  | 5:1  | 2 | 0 | 2 | 14:18 | 4 |
| 4. | Dánsko         | 3:4  | 2:10 | 4:7 | ***  | 7:3  | 1 | 0 | 3 | 16:24 | 2 |
| 5. | Velká Británie | 2:21 | 0:11 | 1:5 | 3:7  | ***  | 0 | 0 | 4 | 6:44  | 0 |

 Rakousko –  Dánsko 4:3 (0:3, 1:0, 3:0)
8. března 1976 – Gdaňsk

 Maďarsko -  Velká Británie 11:0 (2:0, 4:0, 5:0)
8. března 1976 – Gdaňsk

 Velká Británie –  Rakousko 2:21 (1:7, 0:7, 1:7)
9. března 1976 – Gdaňsk

 Maďarsko –  Francie 6:1 (2:0, 2:0, 2:1)
9. března 1976 – Gdaňsk

 Francie –  Dánsko 7:4 (3:1, 1:2, 3:1)
10. března 1976 – Gdaňsk

 Dánsko –  Velká Británie 7:3 (1:2, 2:0, 4:1)
11. března 1976 – Gdaňsk

 Rakousko –  Maďarsko 6:3 (3:2, 1:0, 2:1)
11. března 1976 – Gdaňsk

 Francie –  Velká Británie 5:1 (2:0, 2:0, 1:1)
12. března 1976 – Gdaňsk

 Maďarsko –  Dánsko 10:2 (2:0, 2:1, 6:1)
13. března 1976 – Gdaňsk

 Rakousko –  Francie 7:1 (0:1, 2:0, 5:0)
13. března 1976 – Gdaňsk